# جایزه بزرگ ژاپن ۱۹۷۶
جایزه بزرگ ژاپن ۱۹۷۶ (انگلیسی: ‎1976 Japanese Grand Prix‎)، که به‌طور رسمی با نام یازدهمین جایزه بزرگ ژاپن شناخته می‌شود، یک مسابقهٔ موتوری در رشتهٔ اتومبیل‌رانی فرمول یک بود که در تاریخ ۲۴ اکتبر ۱۹۷۶ در فوجی اسپیدوی واقع در اویاما، شیزوئوکا، ژاپن برگزار شد. این گراند پری در میان ۱۶ گراند پری در فصل ۱۹۷۶، مسابقهٔ شمارهٔ ۱۶ بود.
در این مسابقه که در ۷۳ دور و به مسافت ۳۱۹٫۶۹۰ کیلومتر (۱۹۸٫۶۴۶ مایل) برگزار شد، پول پوزیشن توسط ماریو اندرتی کسب شد و سریع‌ترین زمان برای طی یک دور پیست که برابر با ۱:۱۹٫۹۷ بود نیز توسط ژاک لافیت به ثبت رسید.
ماریو اندرتی از تیم لوتوس-فورد، پاتریک دیپلر از تیم تایرل-فورد و جیمز هانت از تیم مک‌لارن-فورد به‌ترتیب مقام‌های اول تا سوم مسابقه را کسب کردند.

## رده‌بندی قهرمانی پس از مسابقه
| جایگاه | راننده       | امتیاز |
| ------ | ------------ | ------ |
| ۱      | جیمز هانت    | ۶۹     |
| ۲      | نیکی لائودا  | ۶۸     |
| ۳      | جودی شکتر    | ۴۹     |
| ۴      | پاتریک دیپلر | ۳۹     |
| ۵      | کلی رگاتزونی | ۳۱     |
| منبع:  |              |        |

| جایگاه | سازنده      | امتیاز  |
| ------ | ----------- | ------- |
| ۱      | فراری       | ۸۳      |
| ۲      | مک‌لارن-فورد | ۷۴ (۷۵) |
| ۳      | تایرل-فورد  | ۷۱      |
| ۴      | لوتوس-فورد  | ۲۹      |
| ۵      | پنسکی-فورد  | ۲۰      |
| منبع:  |             |         |

یادداشت
- تنها پنج جایگاه نخست از هر رده‌بندی نمایش داده شده‌است.